# Пислегин, Виктор Кузьмич
Ви́ктор Кузьми́ч Писле́гин (20 апреля 1920, Пуштовай, Вятская губерния — 24 июля 1941, Югостицы, Ленинградская область) — советский офицер, танкист, Герой Советского Союза. Участник советско-финской и Великой Отечественной войн.

## Биография
Родился 20 апреля 1920 года в деревне Пуштовай в крестьянской семье. По национальности удмурт.
С 8 лет учился в школе в деревне Ураково (учитель В. А. Протасов), а через два года перешёл в семилетнюю школу села Сям-Можга. В 1935 году уехал в Ижевск, где работал в городской конторе связи (почтальон, потом кассир). В 1937 году уехал к двоюродному брату в город Сталиногорск (ныне Новомосковск Тульской области), где недолго работал статистом в заготовительной конторе «Союзплодовощ».

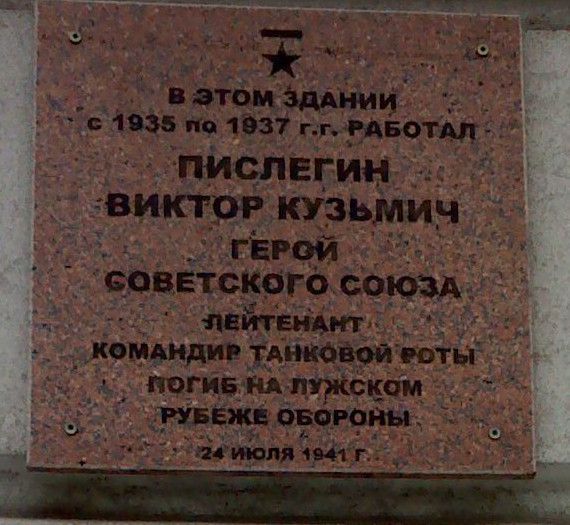
Мемориальная доска на здании ОАО «Ростелеком» (бывшей конторе связи) в Ижевске

Осенью 1937 года призван на службу в РККА. Службу начал на Украине — был зачислен в танковые войска и определён курсантом в полковую школу. Служил во 2-м батальоне 62-го танкового полка. За обеспечение бесперебойной связи при освобождении Западной Украины красноармейцу Пислегину была объявлена благодарность командования. 30 ноября 1939 года началась Советско-финская война. 10 февраля 1940 года 62-й танковый полк был переброшен из Львова в Ленинградский военный округ.
По прибытии полк, в котором служил Пислегин, был придан 86-й стрелковой дивизии, участвовавшей в боях за полуостров Койвисто. В наступлении на остров Туппури-Саари 3 марта 1940 года танк, в котором воевал башенный стрелок Пислегин (командир танка — старший лейтенант Н. Я. Клыпин, механик-водитель — И. Е. Болесов), подавил ряд огневых точек противника, но и сам был подбит и загорелся. Огонь был потушен, однако бойцы оказались в окружении. При отражении нескольких попыток противника захватить танк и экипаж Пислегин получил ранение в руку. С наступлением темноты экипаж покинул танк и с боем пробился к своим.
Пислегин был отправлен в госпиталь, где получил извещение о присвоении ему, а также Н. А. Клыпину и И. Е. Болесову (погибшему в бою 11 марта 1940 года) звания Героя Советского Союза согласно указу Президиума Верховного Совета СССР от 21 марта 1940 года. 4 мая 1940 года в ленинградском Доме Красной Армии ему были вручены орден Ленина и медаль «Золотая Звезда», 6 мая стало известно, что приказом наркома обороны В. К. Пислегину присвоено звание лейтенанта.
В конце мая — конце июня 1940 года лейтенант Пислегин посетил Удмуртию (Ижевск, Ува, Пуштовай и др.), где его ждал горячий приём. В 1940 году Татарским отделением «Союзкинохроники» в рамках «Межреспубликанского киножурнала» был выпущен короткометражный фильм «Встреча с героем». Его сюжет прост: земляки встречают В. К. Пислегина в его родной деревне, далее он рассказывает им о совершённом подвиге. Ныне фильм хранится Центральном государственном архиве аудиовизуальных документов Республики Татарстан. Далее В. К. Пислегин работал в Ленинградском горвоенкомате, экстерном получил семилетнее, потом среднее образование, накануне Великой Отечественной войны написал рапорт с просьбой принять в Московскую академию моторизации и механизации Красной Армии (Академия бронетанковых войск).
Участвовал в Великой Отечественной войне, командовал танковым взводом, далее разведывательной ротой 49-го полка 24-й танковой дивизии. Защищал Ленинград на Лужском рубеже. Воевал отважно, проявил себя бесстрашным и умным командиром.
Погиб (сгорел в танке) 24 июля 1941 года в бою под деревней Югостицы Лужского района Ленинградской области, где и был первоначально погребён. В 1965 году перезахоронен в городе Луга Ленинградской области.

## Память
- Именем Виктора Пислегина названы улица в городе Луга, улица в посёлке Ува (Удмуртия), городе Ижевске. Кроме того, его имя носили пионерские дружины Львова, Луги и многих школ Удмуртии.
- В деревне Югостицы установлена стела, в Ижевске — мемориальная доска.
- В районном центре Ува на улице Карла Маркса 8 мая 1970 года был установлен памятник—бюст. Автор — Б. К. Волков[7].
- В 1947 году удмуртский драматург Игнатий Гаврилов опубликовал пьесу «Лейтенант Пислегин», посвящённую подвигу Героя[8].